# Stegodon
Stegodon foi um género extinto de probocídeos que viveu na Ásia no Plio-Plistocénico. Uma população residual sobreviveu na ilha indonésia de Flores até há 12 000 anos, com características anãs. Estes animais foram contemporâneos do Homem de Flores e foram encontrados vestígios de ossos calcinados junto de acampamentos destes hominídeos, o que sugere que fossem suas presas. Mediam 3 metros de altura e possuíam grandes presas curvas as quais acredita-se que eram usadas para cavar, para exibições e até confrontos entre machos.

## Espécies

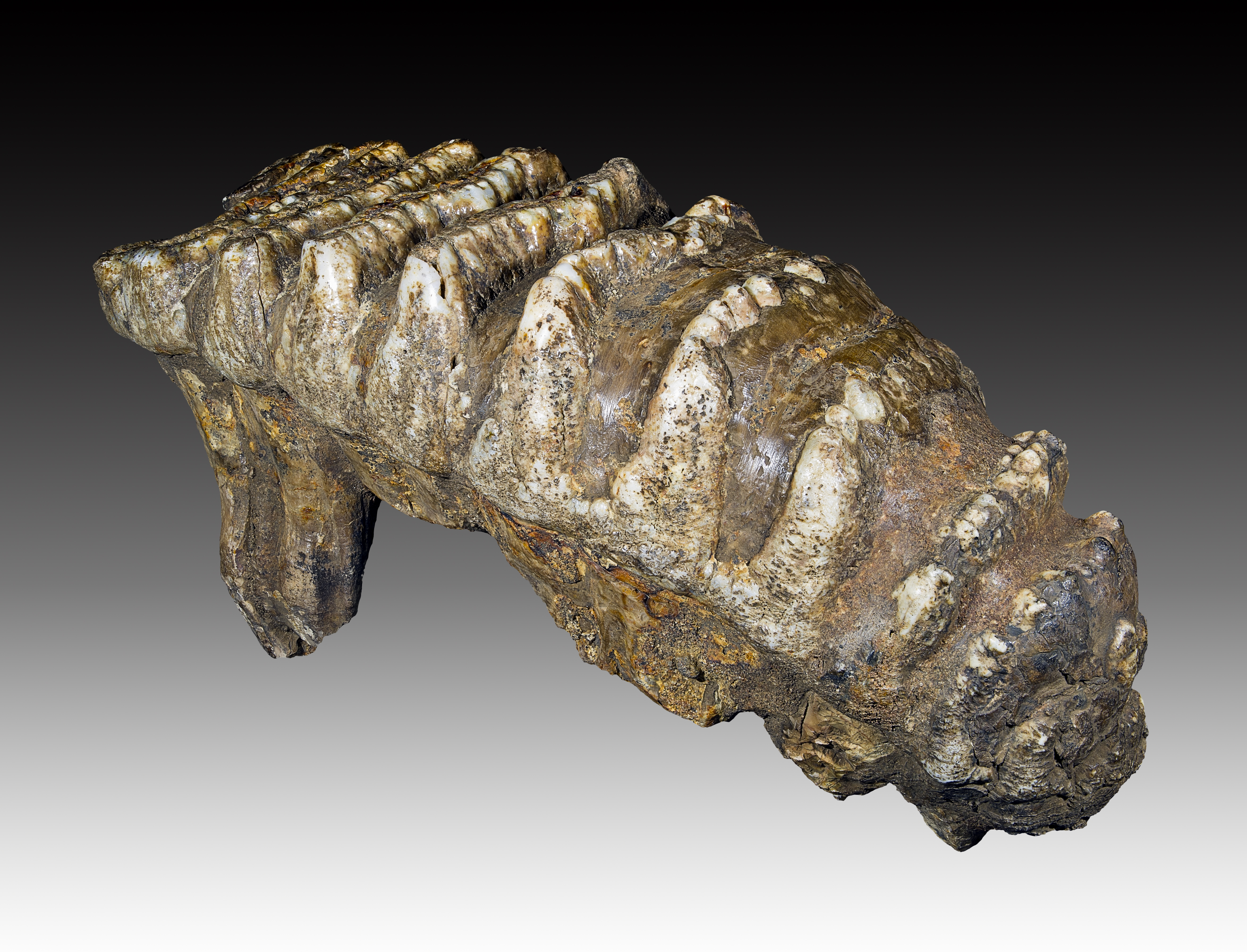
Stegodon trigonocephalus - Molar

- Stegodon elephantoides
- Stegodon sompoensis
- Stegodon aurorae
- Stegodon ganesha
- Stegodon insignis
- Stegodon zdanski
- Stegodon orientalis
- Stegodon shinshuensis
- Stegodon trigonocephalus
- Stegodon sondaari
- Stegodon syrticus
- Stegodon florensis